# Grand Prix Hassan II 2014 - Qualificazioni singolare
Le qualificazioni del singolare  del Grand Prix Hassan II 2014 sono state un torneo di tennis preliminare per accedere alla fase finale della manifestazione. I vincitori dell'ultimo turno sono entrati di diritto nel tabellone principale. In caso di ritiro di uno o più giocatori aventi diritto a questi sono subentrati i lucky loser, ossia i giocatori che hanno perso nell'ultimo turno ma che avevano una classifica più alta rispetto agli altri partecipanti che avevano comunque perso nel turno finale.

## Teste di serie
1. Gilles Simon (qualificato)
2. Dušan Lajović (secondo turno)
3. Stéphane Robert (secondo turno)
4. David Goffin (qualificato)

1. Paul-Henri Mathieu (primo turno, ritirato)
2. Andrej Kuznecov (secondo turno, Lucky loser)
3. Potito Starace (secondo turno)
4. Martin Fischer (ultimo turno)

### Qualificati
1. Gilles Simon
2. Roberto Carballés Baena

1. Filip Peliwo
2. David Goffin

### Lucky loser
1. Andrej Kuznecov

## Tabellone qualificazioni

### Legenda
| - Q = Qualificato - WC = Wild card - LL = Lucky loser | - ALT = Alternate - SE = Special Exempt - PR = Protected Ranking | - w/o = Walkover - r = Ritirato - d = Squalificato |

### Sezione 1
|  | Primo turno         | Primo turno         | Primo turno     | Primo turno | Primo turno |  |  | Secondo turno | Secondo turno   | Secondo turno   | Secondo turno   | Secondo turno   |   |   | Ultimo turno | Ultimo turno | Ultimo turno | Ultimo turno | Ultimo turno |  |
|  |                     |                     |                 |             |             |  |  |               |                 |                 |                 |                 |   |   |              |              |              |              |              |  |
|  | 1                   | Gilles Simon        | 7               | 2           | 7           |  |  |               |                 |                 |                 |                 |   |   |              |              |              |              |              |  |
|  |                     | Nikola Ćaćić        | 5               | 6           | 5           |  |  | 1             | Gilles Simon    | 5               | 7               | 6               |   |   |              |              |              |              |              |  |
|  | Enrique López-Pérez | Enrique López-Pérez | 6               | 1           | 4           |  |  |               | Roberto Marcora | 7               | 5               | 0               |   |   |              |              |              |              |              |  |
|  | Roberto Marcora     | Roberto Marcora     | 2               | 6           | 6           |  |  |               |                 |                 |                 |                 |   |   | 1            | Gilles Simon | Gilles Simon | 6            | 6            |  |
|  |                     | Philipp Oswald      | Philipp Oswald  | 6           | 6           |  |  |               |                 |                 | Andrej Kuznecov | Andrej Kuznecov | 3 | 2 |              |              |              |              |              |  |
|  | WC                  | Khalid Allouch      | Khalid Allouch  | 0           | 0           |  |  |               | Philipp Oswald  | Philipp Oswald  | 6               | 6               |   |   |              |              |              |              |              |  |
|  |                     | Flavio Cipolla      | Flavio Cipolla  | 2           | 2           |  |  | 6             | Andrej Kuznecov | Andrej Kuznecov | 4               | 4               |   |   |              |              |              |              |              |  |
|  | 6                   | Andrej Kuznecov     | Andrej Kuznecov | 6           | 6           |  |  |               |                 |                 |                 |                 |   |   |              |              |              |              |              |  |

### Sezione 2
|  | Primo turno             | Primo turno             | Primo turno             | Primo turno | Primo turno |  |  | Secondo turno | Secondo turno           | Secondo turno           | Secondo turno  | Secondo turno  |   |   | Ultimo turno | Ultimo turno            | Ultimo turno            | Ultimo turno | Ultimo turno |  |
|  |                         |                         |                         |             |             |  |  |               |                         |                         |                |                |   |   |              |                         |                         |              |              |  |
|  | 2                       | Dušan Lajović           | Dušan Lajović           | 6           | 6           |  |  |               |                         |                         |                |                |   |   |              |                         |                         |              |              |  |
|  | WC                      | Yassine Idmbarek        | Yassine Idmbarek        | 0           | 1           |  |  | 2             | Dušan Lajović           | Dušan Lajović           | 3              | 1              |   |   |              |                         |                         |              |              |  |
|  | Oliver Marach           | Oliver Marach           | Oliver Marach           | 3           | 4           |  |  |               | Roberto Carballés Baena | Roberto Carballés Baena | 6              | 6              |   |   |              |                         |                         |              |              |  |
|  | Roberto Carballés Baena | Roberto Carballés Baena | Roberto Carballés Baena | 6           | 6           |  |  |               |                         |                         |                |                |   |   |              | Roberto Carballés Baena | Roberto Carballés Baena | 6            | 6            |  |
|  | Alessandro Giannessi    | Alessandro Giannessi    | 4                       | 7           | 6           |  |  |               |                         | 8                       | Martin Fischer | Martin Fischer | 4 | 3 |              |                         |                         |              |              |  |
|  | Lorenzo Giustino        | Lorenzo Giustino        | 6                       | 5           | 2           |  |  |               | Alessandro Giannessi    | Alessandro Giannessi    | 65             | 2              |   |   |              |                         |                         |              |              |  |
|  |                         | Boy Westerhof           | Boy Westerhof           | 6           | 4           |  |  | 8             | Martin Fischer          | Martin Fischer          | 7              | 6              |   |   |              |                         |                         |              |              |  |
|  | 8                       | Martin Fischer          | Martin Fischer          | 7           | 6           |  |  |               |                         |                         |                |                |   |   |              |                         |                         |              |              |  |

### Sezione 3
|  | Primo turno   | Primo turno        | Primo turno        | Primo turno | Primo turno |  |  | Secondo turno    | Secondo turno    | Secondo turno   | Secondo turno | Secondo turno |   |   | Ultimo turno  | Ultimo turno  | Ultimo turno  | Ultimo turno | Ultimo turno |  |
|  |               |                    |                    |             |             |  |  |                  |                  |                 |               |               |   |   |               |               |               |              |              |  |
|  | 3             | Stéphane Robert    | 6                  | 3           | 6           |  |  |                  |                  |                 |               |               |   |   |               |               |               |              |              |  |
|  |               | John Peers         | 3                  | 6           | 3           |  |  | 3                | Stéphane Robert  | Stéphane Robert | 3             | 3             |   |   |               |               |               |              |              |  |
|  | WC            | Michail Elgin      | Michail Elgin      | 2           | 0           |  |  |                  | Victor Crivoi    | Victor Crivoi   | 6             | 6             |   |   |               |               |               |              |              |  |
|  |               | Victor Crivoi      | Victor Crivoi      | 6           | 6           |  |  |                  |                  |                 |               |               |   |   | Victor Crivoi | Victor Crivoi | Victor Crivoi | 1            | 4            |  |
|  | Florent Serra | Florent Serra      | Florent Serra      | 3           | 3           |  |  |                  |                  | Filip Peliwo    | Filip Peliwo  | Filip Peliwo  | 6 | 6 |               |               |               |              |              |  |
|  | Filip Peliwo  | Filip Peliwo       | Filip Peliwo       | 6           | 6           |  |  | Filip Peliwo     | Filip Peliwo     | 5               | 6             | 6             |   |   |               |               |               |              |              |  |
|  |               | Juan Lizariturry   | Juan Lizariturry   | 5           |             |  |  | Juan Lizariturry | Juan Lizariturry | 7               | 3             | 4             |   |   |               |               |               |              |              |  |
|  | 5             | Paul-Henri Mathieu | Paul-Henri Mathieu | 4           | r           |  |  |                  |                  |                 |               |               |   |   |               |               |               |              |              |  |

### Sezione 4
|  | Primo turno      | Primo turno       | Primo turno       | Primo turno | Primo turno |  |  | Secondo turno | Secondo turno    | Secondo turno    | Secondo turno    | Secondo turno    |   |   | Ultimo turno | Ultimo turno | Ultimo turno | Ultimo turno | Ultimo turno |  |
|  |                  |                   |                   |             |             |  |  |               |                  |                  |                  |                  |   |   |              |              |              |              |              |  |
|  | 4                | David Goffin      | David Goffin      | 6           | 6           |  |  |               |                  |                  |                  |                  |   |   |              |              |              |              |              |  |
|  |                  | Gianluca Naso     | Gianluca Naso     | 2           | 2           |  |  | 4             | David Goffin     | David Goffin     | 6                | 6                |   |   |              |              |              |              |              |  |
|  |                  | ' Richard Becker' | ' Richard Becker' | 6           | 6           |  |  |               | Richard Becker   | Richard Becker   | 1                | 2                |   |   |              |              |              |              |              |  |
|  | WC               | František Čermák  | František Čermák  | 0           | 2           |  |  |               |                  |                  |                  |                  |   |   | 4            | David Goffin | David Goffin | 6            | 6            |  |
|  | Younes Rachidi   | Younes Rachidi    | Younes Rachidi    | 2           | 0           |  |  |               |                  |                  | Marco Cecchinato | Marco Cecchinato | 4 | 0 |              |              |              |              |              |  |
|  | Marco Cecchinato | Marco Cecchinato  | Marco Cecchinato  | 6           | 6           |  |  |               | Marco Cecchinato | Marco Cecchinato | 6                | 7                |   |   |              |              |              |              |              |  |
|  |                  | Nizar Belmati     | Nizar Belmati     | 1           | 1           |  |  | 7             | Potito Starace   | Potito Starace   | 3                | 5                |   |   |              |              |              |              |              |  |
|  | 7                | Potito Starace    | Potito Starace    | 6           | 6           |  |  |               |                  |                  |                  |                  |   |   |              |              |              |              |              |  |